# リップスティック (桜田淳子の曲)
「リップスティック」は、1978年6月にリリースされた桜田淳子の23枚目のシングルである。

## 解説
- シングルでは作詞に初めて松本隆、作曲に「もう戻れない」以来3作ぶりに筒美京平が担当。

- オリコン及びTBSテレビ「ザ・ベストテン」共に、桜田の歌うシングルが10位以内に入っていたヒット曲は、同作品が最後となる。尚「ザ・ベストテン」では1978年6月29日から8月3日まで6週連続でランクイン。又同番組で同年7月6日放送時（最高位の第8位にランク）、司会の黒柳徹子と共に米国・ニューヨークから衛星生中継で出演した。

- 歌詞中に「山手線」が登場するが「やまのてせん」ではなく、1971年3月6日以前の呼称である「やまてせん」と歌われている。（関連：山手線#路線名の読み方）

- ベスト盤『ベスト・ヒット・アルバム』にはシングル盤とはボーカル別テイク・アレンジ別MIXのバージョンが収録されている。紙ジャケット復刻盤『ステンドグラス』に両方収録されているので、イントロの部分を聞き比べてみると違いはわかる[独自研究?]（冒頭の「…口紅だけ…」の「け」を、ずり上げているのがオリジナル、ずり上げがないのが別テイク）。なお、現在CD化されているこの曲のカラオケバージョンはそのアレンジ別MIXのものである。

## 収録曲
- 全曲作詞：松本隆／作曲：筒美京平

1. リップスティック (4分14秒)
編曲：筒美京平
2. トロピカル・ランデブー (3分30秒)
編曲：萩田光雄